# Stupidi
Stupidi è un singolo del rapper italiano Fabri Fibra, pubblicato il 13 giugno 2025 come secondo estratto dell'undicesimo album in studio Mentre Los Angeles brucia.

## Descrizione
Il brano ha visto la partecipazione dei rapper italiani Papa V e Nerissima Serpe, che hanno anno anche collaborato alla scrittura insieme allo stesso Fabri Fibra e Davide Petrella, in arte Tropico, ed è prodotto da Alessandro Pulga, in arte Marz, e Stefano Tognini, in arte Zef.

## Video musicale
Il video musicale, diretto da Cosimo Alemà, è stato pubblicato in concomitanza all'uscita del brano attraverso il canale YouTube del rapper.

## Tracce
Testi di Fabrizio Tarducci, Davide Petrella, Lorenzo Vinciguerra e Matteo Di Falco, musiche di Alessandro Pulga e Stefano Tognini.
1. Stupidi (feat. Papa V e Nerissima Serpe) – 3:05

## Classifiche
| Classifica (2025) | Posizione massima |
| ----------------- | ----------------- |
| Italia            | 53                |